# 브라우닝 하이파워
FN 브라우닝 하이파워(영어: FN Browning Hi-Power)는 미국의 존 브라우닝이 고안한 디자인을 바탕으로 하여 벨기에 FN사의 Dieudonné Saive에 의해 개량, 완성된 싱글 액션 방식의 9 mm 자동권총이다.
1935년 소총이 도입되어 P-35, HP-35라는 용어 또한 사용된다.

## 사용 국가
- 나이지리아
- 나치 독일
- 네덜란드
- 덴마크
- 독일
- 로디지아
- 리투아니아
- 말레이시아
- 멕시코
- 바레인
- 바베이도스
- 방글라데시
- 베네수엘라
- 벨기에
- 볼리비아
- 불가리아
- 스리랑카
- 싱가포르
- 아랍에미리트
- 아르헨티나
- 아일랜드
- 에스토니아
- 영국
- 오스트리아
- 오스트레일리아
- 요르단
- 우루과이
- 이스라엘
- 인도
- 인도네시아
- 자메이카
- 중화민국
- 칠레
- 캄보디아
- 캐나다
- 쿠웨이트
- 태국
- 튀르키예
- 파나마
- 파라과이
- 파키스탄
- 파푸아뉴기니
- 포르투갈
- 필리핀

## 같이 보기
- M1911 권총